# Olivera Jevtić
Olivera Jevtić (Titovo Užice, 24 luglio 1977) è una maratoneta e mezzofondista serba.

## Biografia
Ha vinto l'argento agli europei di atletica del 2006 a Göteborg nella maratona, ed ha collezionato cinque bronzi agli campionati europei di corsa campestre (1997, 1998, 1999, 2000 e 2006). Ha disputato anche due maratone olimpiche: Atene 2004 (sesto posto) e Pechino 2008 (la Jevtić si è ritirata).
Ha preso parte anche ai giochi del Mediterraneo del 2001, dove ha vinto un argento nei 10.000 m ed un bronzo nei 5.000, e del 2005, raccogliendo due bronzi (mezza maratona e 10.000 m piani).
Ha vinto per due volte la Corrida Internacional de São Silvestre di San Paolo (1998 e 2005), una la Maratona di Amsterdam (2003) ed una la Maratona di Belgrado (2008). Tra le altre maratone più prestigiose, vanta un terzo posto a quella di New York (2002, suo debutto sulla distanza) ed a quella di Boston (2004).

## Palmarès
| Anno | Manifestazione          | Sede                   | Evento         | Risultato | Prestazione | Note |
| ---- | ----------------------- | ---------------------- | -------------- | --------- | ----------- | ---- |
| 1995 | Europei juniores        | Nyíregyháza            | 3000 m piani   | Argento   | 9'15"61     |      |
| 1995 | Europei juniores        | Nyíregyháza            | 10000 m piani  | Bronzo    | 33'48"61    |      |
| 1996 | Mondiali juniores       | Sydney                 | 5000 m piani   | Argento   | 15'40"59    |      |
| 1997 | Europei under 23        | Turku                  | 10000 m piani  | Oro       | 32'44"22    |      |
| 1997 | Giochi del Mediterraneo | Bari                   | 10000 m piani  | Bronzo    | 32'43"42    |      |
| 1997 | Europei di cross        | Oeiras                 | Individuale    | Bronzo    | 17'37"      |      |
| 1998 | Europei di cross        | Ferrara                | Individuale    | Bronzo    | 18'11"      |      |
| 1999 | Europei under 23        | Göteborg               | 5000 m piani   | Bronzo    | 15'24"89    |      |
| 1999 | Europei under 23        | Göteborg               | 10000 m piani  | Oro       | 32'37"59    |      |
| 1999 | Europei di cross        | Velenje                | Individuale    | Bronzo    | 19'03"      |      |
| 2000 | Europei di cross        | Malmö                  | Individuale    | Bronzo    | 16'39"      |      |
| 2001 | Giochi del Mediterraneo | Tunisi                 | 5000 m piani   | Bronzo    | 15'40"61    |      |
| 2001 | Giochi del Mediterraneo | Tunisi                 | 10000 m piani  | Argento   | 31'33"08    |      |
| 2005 | Giochi del Mediterraneo | Almería                | 10000 m piani  | Bronzo    | 33'30"40    |      |
| 2005 | Giochi del Mediterraneo | Almería                | Mezza maratona | Bronzo    | 1h16'32"    |      |
| 2006 | Europei                 | Göteborg               | Maratona       | Argento   | 2h30'27"    |      |
| 2006 | Europei di cross        | San Giorgio su Legnano | Individuale    | Bronzo    | 25'21"      |      |
| 2008 | Giochi olimpici         | Pechino                | Maratona       | dnf       | dnf         |      |
| 2009 | Giochi del Mediterraneo | Pescara                | 10000 m piani  | Argento   | 32'23"06    |      |
| 2010 | Europei                 | Barcellona             | Maratona       | 4ª        | 2h34'56     |      |
| 2012 | Giochi olimpici         | Londra                 | Maratona       | dnf       | dnf         |      |
| 2016 | Europei                 | Amsterdam              | Mezza maratona | 24ª       | 1h13'39"    |      |
| 2016 | Giochi olimpici         | Rio de Janeiro         | Maratona       | dnf       | dnf         |      |

## Campionati nazionali
1999
- Oro ai campionati jugoslavi di mezza maratona - 1h12'43"

2002
- Oro ai campionati serbi di mezza maratona - 1h12'20"

2008
- Oro ai campionati serbi, 5000 m piani - 15'25"34
- Oro ai campionati serbi, 3000 m piani - 9'03"01

2013
- Oro ai campionati serbi, 10000 m piani - 32'58"80

2014
- Oro ai campionati serbi, 10000 m piani - 34'50"29

2016
- Oro ai campionati serbi, 5000 m piani - 16'21"14

2017
- Oro ai campionati serbi, 5000 m piani - 16'22"66
- Argento ai campionati serbi, 3000 m piani - 9'23"56

2019
- Oro ai campionati serbi, 3000 m piani - 10'06"76

2021
- Oro ai campionati serbi, 5000 m piani - 17'20"41
- Oro ai campionati serbi di corsa campestre - 30'25"
- Oro ai campionati serbi di 10 km su strada - 34'46"

2022
- Oro ai campionati serbi, 10000 m piani - 36'44"45
- Oro ai campionati serbi di corsa campestre - 29'02"
- Oro ai campionati serbi di 10 km su strada - 35'09"

## Altre competizioni internazionali
1998
- Oro alla Corrida Internacional de São Silvestre ( San Paolo), 15 km - 51'35"

2001
- 8ª alla Mezza maratona di Lisbona ( Lisbona) - 1h09'34"
- Oro alla Cinque Mulini ( San Vittore Olona)

2002
- Oro alla Cinque Mulini ( San Vittore Olona)

2003
- 9ª alla Maratona di New York ( New York) - 2h32'29"
- Oro alla Maratona di Rotterdam ( Rotterdam) - 2h25'23"
- Argento alla Mezza maratona di Praga ( Praga) - 1h11'07"

2004
- Bronzo alla Maratona di Boston ( Boston) - 2h27'34"

2005
- Oro alla Corrida Internacional de São Silvestre ( San Paolo), 15 km - 51'38"

2006
- 7ª alla Maratona di Boston ( Boston) - 2h29'38"
- 4ª alla Maratona di Tokyo ( Tokyo) - 2h33'11"
- Argento alla Great South Run ( Portsmouth) - 10 miglia 53'53"

2011
- 5ª alla Maratona di Torino ( Torino) - 2h32'09"